# Gran Piemonte 2011
Il Gran Piemonte 2011, novantasettesima edizione della corsa, valevole come prova dell'UCI Europe Tour 2011 categoria 1.HC, si svolse il 13 ottobre 2011 su un percorso di 203 km. La vittoria fu appannaggio dello spagnolo Daniel Moreno, che completò il percorso in 4h45'16", alla media di 42,697 km/h, precedendo il belga Greg Van Avermaet e l'italiano Luca Paolini.
Sul traguardo di Novi Ligure 95 ciclisti, di cui 58 classificati fuori tempo massimo, su 138 partiti da Piasco, portarono a termine la competizione. 

## Squadre e corridori partecipanti
| N.    | Cod. | Squadra                     |
| ----- | ---- | --------------------------- |
| 1-8   | OLO  | Omega Pharma                |
| 11-18 | ASA  | Acqua & Sapone              |
| 21-28 | ALM  | AG2R La Mondiale            |
| 31-38 | AND  | Androni Giocattoli-C.I.P.I. |
| 41-48 | BMC  | BMC Racing Team             |
| 51-58 | COG  | Colnago-CSF Inox            |
| 61-68 | EUC  | Team Europcar               |
| 71-78 | EUS  | Euskaltel-Euskadi           |
| 81-88 | FAR  | Farnese Vini-Neri Sottoli   |

| N.      | Cod. | Squadra                       |
| ------- | ---- | ----------------------------- |
| 91-98   | GEO  | Geox-TMC                      |
| 101-108 | THR  | HTC-Highroad                  |
| 111-118 | KAT  | Katusha Team                  |
| 121-128 | LAM  | Lampre-ISD                    |
| 131-138 | LEO  | Team Leopard-Trek             |
| 141-148 | LIQ  | Liquigas-Cannondale           |
| 151-158 | SBS  | Saxo Bank-Sungard             |
| 161-168 | SKY  | Sky Professional Cycling Team |
| 171-178 | GRM  | Team Garmin-Cervélo           |

## Ordine d'arrivo (Top 10)
| Pos. | Corridore          | Squadra             | Tempo    |
| ---- | ------------------ | ------------------- | -------- |
| 1    | Daniel Moreno      | Katusha             | 4h45'16" |
| 2    | Greg Van Avermaet  | BMC Racing Team     | s.t.     |
| 3    | Luca Paolini       | Katusha Team        | s.t.     |
| 4    | Thomas Voeckler    | Team Europcar       | s.t.     |
| 5    | Nicolas Roche      | AG2R La Mondiale    | s.t.     |
| 6    | Przemysław Niemiec | Lampre-ISD          | s.t.     |
| 7    | Daniele Bennati    | Team Leopard-Trek   | s.t.     |
| 8    | André Steensen     | Saxo Bank-Sungard   | s.t.     |
| 9    | Vincenzo Nibali    | Liquigas-Cannondale | s.t.     |
| 10   | Thomas Löfkvist    | Sky Procycling      | s.t.     |